# Сагра (Аліканте)
Сагра (валенс. Sagra, ісп. Sagra) — муніципалітет в Іспанії, у складі автономної спільноти Валенсія, у провінції Аліканте. Населення — 435 осіб (2022).

## Географія
Муніципалітет розташований на відстані близько 360 км на південний схід від Мадрида, 65 км на північний схід від Аліканте.

## Демографія
Динаміка населення (INE ):

## Галерея зображень

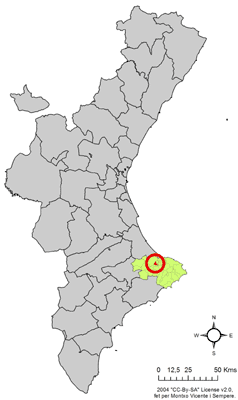
Розташування муніципалітету Сагра у автономній спільноті Валенсія
Розташування муніципалітету Сагра у комарці Маріна-Альта